# Stauntonija
Stauntonija (lat. Stauntonia), rod vazdazelenih drvenastih, grmastih penjačica iz porodice Lardizabalaceae. Postoji blizu 30 vrsta koje su rasprostranjene od Pakistana na istok do Indokine i Japana.

## Vrste
1. Stauntonia angustifolia (Wall.) R.Br. ex Wall.
2. Stauntonia brachyandra (H.N.Qin) Christenh.
3. Stauntonia brunoniana (Decne.) Wall. ex Hemsl.
4. Stauntonia cavalerieana Gagnep.
5. Stauntonia chapaensis (Gagnep.) Christenh.
6. Stauntonia chinensis DC.
7. Stauntonia conspicua R.H.Chang
8. Stauntonia coriacea (Diels) Christenh.
9. Stauntonia crassifolia (H.N.Qin) Christenh.
10. Stauntonia decora (Dunn) C.Y.Wu
11. Stauntonia duclouxii Gagnep.
12. Stauntonia filamentosa Griff.
13. Stauntonia grandiflora (Réaub.) Christenh.
14. Stauntonia hexaphylla (Thunb.) Decne.
15. Stauntonia latifolia (Wall.) R.Br. ex Wall.
16. Stauntonia libera H.N.Qin
17. Stauntonia linearifolia (T.Chen & H.N.Qin) Christenh.
18. Stauntonia maculata Merr.
19. Stauntonia medogensis (H.N.Qin) Christenh.
20. Stauntonia obcordatilimba C.Y.Wu & S.H.Huang
21. Stauntonia obovata Hemsl.
22. Stauntonia obovatifoliola Hayata
23. Stauntonia oligophylla Merr. & Chun
24. Stauntonia parviflora Hemsl.
25. Stauntonia pterocaulis (T.Chen & Q.H.Chen) Christenh.
26. Stauntonia purpurea Y.C.Liu & F.Y.Lu
27. Stauntonia trinervia Merr.
28. Stauntonia yaoshanensis F.N.Wei & S.L.Mo

## Vanjske poveznice
|  | Zajednički poslužitelj ima još gradiva o temi Stauntonia |
|  | Wikivrste imaju podatke o taksonu Stauntonia             |